# Бармът
Ба̀рмът (на английски: Barmouth; на уелски: Abermaw, Аберма̀у, на местния диалект Y Bermo, Ъ Бѐрмо) е град в Северозападен Уелс, графство Гуинед. Разположен е в залива Бармът Бей, който е част от залива Кардиган Бей около устието на река Маудах на около 55 km северозападно от английския град Шрюсбъри. На около 40 km на север от Бармът е главният административен център на графството Карнарвън. Има жп гара и пристанище. Морски курорт. Населението му е 2230 жители според данни от преброяването през 2001 г.